# Phyllis Konstam
Phyllis Esther Kohnstamm (14 avril 1907 – 20 août 1976), connue sous le nom de Phyllis Konstam, est une actrice britannique née à Londres. Elle apparaît dans douze films entre 1928 et 1964, dont quatre dirigés par Alfred Hitchcock.

## Biographie
Née à Londres, elle débute au théâtre en 1925 dans le rôle d'Abigail dans la pièce The Jew of Malta au Q Theatre, et enchaîne les apparitions sur les scènes du West End londonien. Elle fait ensuite ses débuts au cinéma en 1928 dans le film Champagne d'Hitchcock, pour qui elle joue également dans Chantage, le premier film parlant britannique, Meurtre (1930) et The Skin Game (1931).  
Elle se marie en 1931 avec le joueur de tennis britannique Henry Austin. Elle le rejoint dans son action au sein du Réarmement moral, engagement que le couple décrit dans une autobiographie parue en 1969, intitulée A Mixed Double (« Un double mixte »),.
Elle meurt d'une crise cardiaque à l'âge de 69 ans.

## Filmographie
- 1928 : Champagne d'Alfred Hitchcock
- 1929 : Chantage (Blackmail ) d'Alfred Hitchcock
- 1930 : Meurtre ! (Murder! ) d'Alfred Hitchcock
- 1930 : Escape (en) de Basil Dean
- 1930 : Compromising Daphne (en) de Thomas Bentley
- 1931 : The Skin Game  d'Alfred Hitchcock
- 1931 : Tilly of Bloomsbury (en)[6]
- 1931 : A Gentleman of Paris (en) de Sinclair Hill
- 1939 : The Kindled Flame (court métrage)
- 1952 : Jotham Valley
- 1952 : The Forgotten Factor
- 1960 : The Crowning Experience
- 1964 : Voice of the Hurricane